# Svetoslav Vucov
Svetoslav Velislavov Vucov (in bulgaro Светослав Велиславов Вуцов?; trasl. angl. Svetoslav Vutsov; Sofia, 9 luglio 2002) è un calciatore bulgaro, portiere del Levski Sofia e della nazionale bulgara.

## Carriera

### Club
Gioca il suo primo incontro ufficiale con la maglia del Septemvri Sofia, con cui scende in campo da titolare il 26 settembre 2019 nel match di coppa nazionale vinto 4-3 contro lo Spartak Pleven.
Nel 2020 viene acquistato dallo Slavia Sofia con cui debutta nella prima divisione bulgara il 21 novembre rimpiazzando l'infortunato Georgi Petkov nel secondo tempo del match pareggiato 0-0 contro l'Etăr.

### Nazionale
Ha giocato nelle nazionali giovanili bulgare Under-17 ed Under-21.
L'11 novembre 2021 esordisce in nazionale maggiore nel pareggio per 1-1 in amichevole contro l'Ucraina.

## Statistiche

### Presenze e reti nei club
Statistiche aggiornate al 1º ottobre 2021.
| Stagione        | Squadra         | Campionato      | Campionato | Campionato | Coppe nazionali | Coppe nazionali | Coppe nazionali | Coppe continentali | Coppe continentali | Coppe continentali | Altre coppe | Altre coppe | Altre coppe | Totale | Totale |
| Stagione        | Squadra         | Comp            | Pres       | Reti       | Comp            | Pres            | Reti            | Comp               | Pres               | Reti               | Comp        | Pres        | Reti        | Pres   | Reti   |
| --------------- | --------------- | --------------- | ---------- | ---------- | --------------- | --------------- | --------------- | ------------------ | ------------------ | ------------------ | ----------- | ----------- | ----------- | ------ | ------ |
| 2019-2020       | Septemvri Sofia | 2L              | 0          | 0          | CB              | 1               | -3              |                    | -                  | -                  |             | -           | -           | 1      | -3     |
| 2020-2021       | Slavia Sofia    | 1L              | 22         | -26        | CB              | 5               | -4              |                    | -                  | -                  |             | -           | -           | 27     | -30    |
| 2021-2022       | Slavia Sofia    | 1L              | 9          | -7         | CB              | 1               | -1              |                    | -                  | -                  |             | -           | -           | 10     | -8     |
| Totale carriera | Totale carriera | Totale carriera | 31         | -33        |                 | 7               | -8              |                    | -                  | -                  |             | -           | -           | 38     | -41    |

### Cronologia presenze e reti in nazionale
| Cronologia completa delle presenze e delle reti in nazionale ― Bulgaria | Cronologia completa delle presenze e delle reti in nazionale ― Bulgaria | Cronologia completa delle presenze e delle reti in nazionale ― Bulgaria | Cronologia completa delle presenze e delle reti in nazionale ― Bulgaria | Cronologia completa delle presenze e delle reti in nazionale ― Bulgaria | Cronologia completa delle presenze e delle reti in nazionale ― Bulgaria | Cronologia completa delle presenze e delle reti in nazionale ― Bulgaria | Cronologia completa delle presenze e delle reti in nazionale ― Bulgaria |
| Data                                                                    | Città                                                                   | In casa                                                                 | Risultato                                                               | Ospiti                                                                  | Competizione                                                            | Reti                                                                    | Note                                                                    |
| ----------------------------------------------------------------------- | ----------------------------------------------------------------------- | ----------------------------------------------------------------------- | ----------------------------------------------------------------------- | ----------------------------------------------------------------------- | ----------------------------------------------------------------------- | ----------------------------------------------------------------------- | ----------------------------------------------------------------------- |
| 11-11-2021                                                              | Odessa                                                                  | Ucraina                                                                 | 1 – 1                                                                   | Bulgaria                                                                | Amichevole                                                              | -1                                                                      | 46’                                                                     |
| 29-3-2022                                                               | Al Rayyan                                                               | Croazia                                                                 | 2 – 1                                                                   | Bulgaria                                                                | Amichevole                                                              | -2                                                                      |                                                                         |
| 9-6-2022                                                                | Gibilterra                                                              | Gibilterra                                                              | 1 – 1                                                                   | Bulgaria                                                                | UEFA Nations League 2022-2023 - 1º turno                                | -1                                                                      |                                                                         |
| 20-11-2022                                                              | Lussemburgo                                                             | Lussemburgo                                                             | 0 – 0                                                                   | Bulgaria                                                                | Amichevole                                                              | -                                                                       |                                                                         |
| 25-3-2024                                                               | Baku                                                                    | Azerbaigian                                                             | 1 – 1                                                                   | Bulgaria                                                                | Amichevole                                                              | -1                                                                      | 46’                                                                     |
| 8-6-2024                                                                | Lubiana                                                                 | Slovenia                                                                | 1 – 1                                                                   | Bulgaria                                                                | Amichevole                                                              | -1                                                                      |                                                                         |
| 6-6-2025                                                                | Plovdiv                                                                 | Bulgaria                                                                | 2 – 2                                                                   | Cipro                                                                   | Amichevole                                                              | -1                                                                      | 46’                                                                     |
| Totale                                                                  |                                                                         | Presenze                                                                | 7                                                                       |                                                                         | Reti                                                                    | -7                                                                      |                                                                         |